# 帕恰库蒂克多民族团结运动

帕恰库蒂克多民族团结运动标志

帕恰库蒂克多民族团结运动（缩写为MUPP）是厄瓜多尔的一个左翼原住民政党。该党成立于1995年11月1日，当时取名为18名单；不久，为参加选举而注册为政党“帕恰库蒂克多民族团结运动—新国家”；后来，该党改用现名。该党的意识形态是社会主义、原住民主义、反资本主义。该党的全国协调员是吉列尔莫·丘鲁丘姆比。该党的总部位于基多。该党曾是政党联盟全国争取变革协议的成员。